# Vampiri della grande città
Vampiri della grande città (Vampyre der Großstadt) è un film del 1914 sceneggiato e diretto da Franz Hofer.

## Produzione
Il film fu prodotto da Max Maschke per la Luna-Film (Berlin).

## Distribuzione
Uscì nelle sale cinematografiche tedesche nel giugno 1914.